# Ruptura sino-soviética

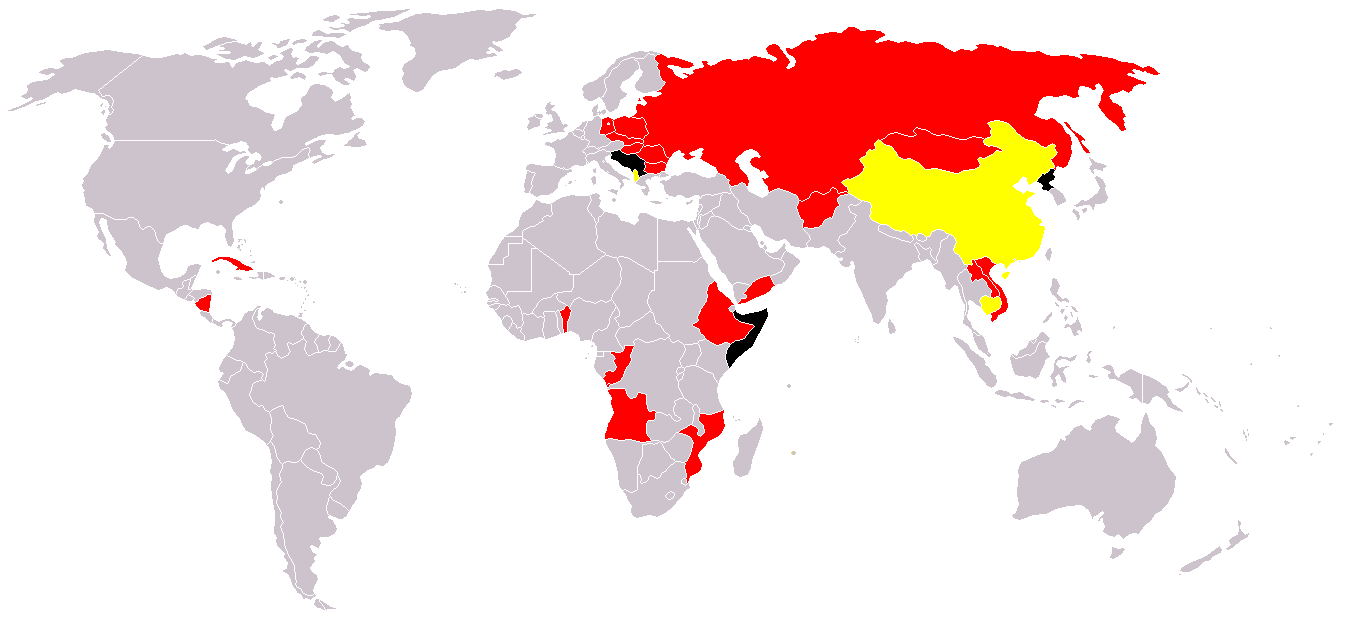
A divisão comunista: a vermelho a URSS e seus aliados; a amarelo a China e seus aliados (Camboja e Albânia); a negro outros regimes comunistas.

Por ruptura sino-soviética designa-se a crise nas relações entre a República Popular da China e a União Soviética que começou em finais da década de 1950 e se intensificaria durante a década de 1960.
A principal causa para a ruptura, é a diferença política e ideológica do Partido Comunista da China em relação ao Partido Comunista da União Soviética, respectivamente, o PCCh era Maoísta, uma corrente tridemista que procurava incorporar o Princípio de Subsistência, enquanto o PCUS era Marxista-leninista e procurava alcançar o Comunismo. Essa diferença tem origens desde a Primeira Frente Unida na China e a ascensão de Josef Stalin na União Soviética.

## Origens

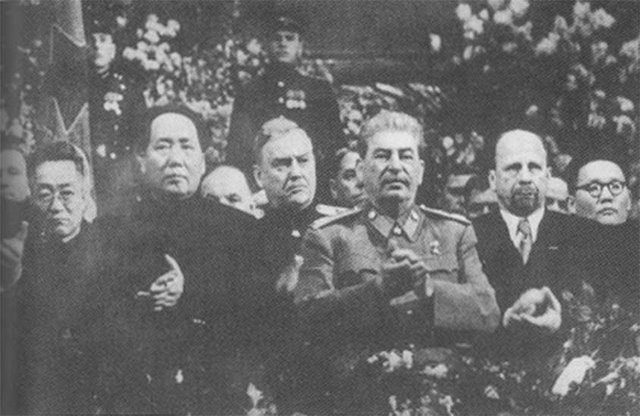
Mao ao lado de Stalin em uma cerimônia organizada para o 71º aniversário de Stalin em Moscou em dezembro de 1949. Atrás deles está o marechal da União Soviética Nikolai Bulganin; à direita de Stálin está Walter Ulbricht, da Alemanha Oriental, e na extremidade Yumjaagiin Tsedenbal, da Mongólia.

As raízes do conflito entre os comunistas chineses e a União Soviética remontavam à época em que Mao Tse-tung tinha tomado o poder no Partido Comunista Chinês contra as preferências soviéticas. Até esse momento, em 1921, o Partido Comunista Chinês era pequeno e integrava o Partido Nacionalista da China (KMT), além de que detinham apoio do Komintern (Terceira Internacional), a organização financiada por Moscou para promover o comunismo no mundo. Desde 1924, quando o KMT realizou o 1.º Congresso Nacional do Kuomintang, Mao já tinha marcado distâncias com o comunismo soviético, desenvolvendo uma ideologia própria, baseada mais nos camponeses do que nos operários urbanos, além disso, Mao havia sofrido influencia de Sun Yat-sen, líder dos nacionalistas, que detinha o pensamento dos Três Princípios do Povo - Mao descreve com a Nova Democracia uma oposição a ortodoxia ideológica soviética, principalmente no que se diz a revolução e sua metodologia. Na luta pelo poder que teve lugar durante a Grande Marcha, Mao Tse-tung converter-se-ia num líder indiscutível do partido, frente aos dirigentes de formação russa apoiados por Moscou, Bo Gu e Wang Ming. Apesar destas diferenças e da antipatia pessoal entre os dois líderes, Mao e Stalin, a vitória comunista na Guerra Civil Chinesa em 1949 tinha feito necessária a aliança entre os dois regimes por conveniência mútua. A República Popular da China, especialmente depois da Guerra da Coreia, não podia recorrer à ajuda do Ocidente, e a União Soviética era a referência internacional do movimento comunista que, sob Stalin, tinha conseguido converter-se numa das maiores superpotências do mundo. Por sua vez, a União Soviética, no seu papel de líder do movimento comunista, via a subida ao poder de um partido comunista, no país mais populoso do mundo, como um passo de suma importância na expansão do seu sistema político e da sua influência global.

## Desenvolvimento do conflito

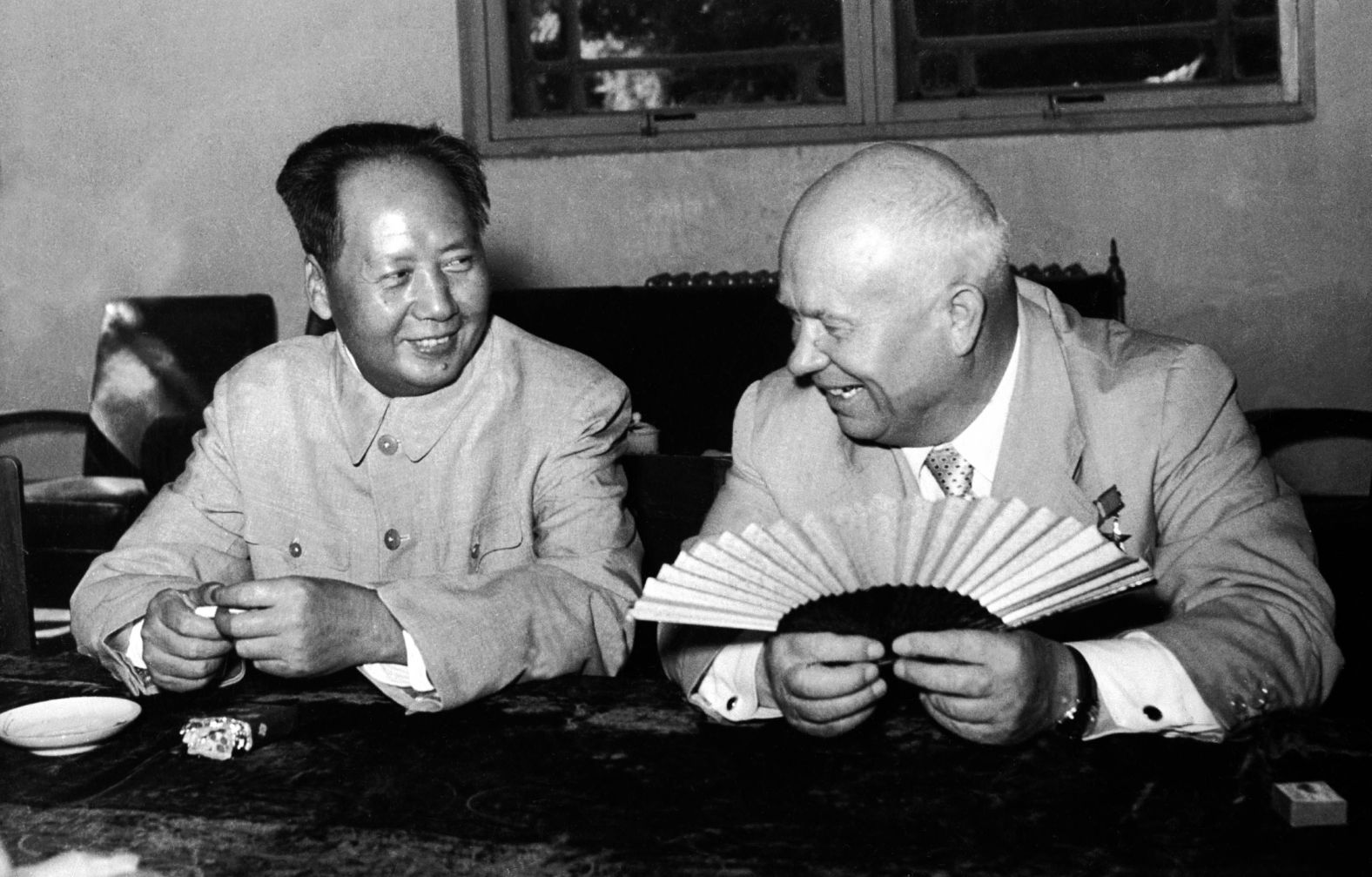
Mao Tse-tung de frente para Nikita Khrushchev, durante a visita do líder soviético em 1958 a Pequim.

No entanto, as diferentes visões chinesa e soviética da colaboração entre ambos provocariam um conflito crescente. Enquanto que a União Soviética pretendia tratar a China como mais um dos seus satélites, ao estilo dos países da Europa Oriental, os dirigentes da República Popular desejavam um tratamento em condições de igualdade. Não em vão, um dos objetivos da luta comunista na China tinha sido libertar o país da submissão das potências estrangeiras (Japão e EUA).
A ajuda da União Soviética à China foi vista como mesquinha e interesseira por muitos dirigentes chineses, entre eles Mao, a quem Stalin já tinha tratado com desdém na sua primeira visita a Moscou entre o final de 1949 e o início de 1950, que resultou na assinatura de um Tratado de Amizade, Aliança e Assistência Mútua, em 14 de fevereiro de 1950, que continha uma obrigação de assistência recíproca no caso de um conflito com uma terceira potência. Em troca desse tratado a China teve que reconhecer a independência da Mongólia, que já fora parte do Império Chinês, permitir o uso pelos soviéticos do Porto de Dalian e, até 1952, da base naval de Lüshunkou (Port Arthur), além de outras concessões na Manchúria e em Xinjiang. Se bem que o prestígio de Stalin tinha mantido as formas e a necessidade da colaboração com o único aliado natural com o qual podia contar um novo regime comunista, a subida ao poder de Nikita Khrushchov revelaria as profundas discrepâncias entre as duas partes. Além disso, o abandono da ortodoxia ideológica por parte de Khrushchov, que inclusive falava em conseguir uma "convivência pacífica" com o Ocidente capitalista, irritou Mao, para quem a luta contra o capitalismo, até à sua destruição, era um dogma ideológico irrenunciável.
Em 1955, a China se recusou a fazer parte do Pacto de Varsóvia, que foi um pacto de defesa mútua que envolveu a União Soviética e países do Leste Europeu para se contrapor à Organização do Tratado do Atlântico Norte (Otan).

Em 1957, foi realizada uma conferência de líderes de países socialistas em Moscou, na qual Nikita Khrushchov reafirmou a conclamação para que o bloco socialista lutasse por uma coexistência pacífica com o mundo capitalista. Tal conclamação foi rejeitada por Mao Tsé-Tung, que convocou os outros líderes a não ter medo de armas nucleares e a pegar em armas na luta contra o imperialismo:
| “ | Não devemos ter medo de bombas e mísseis atômicos. Não importa o tipo de guerra que possa vir - convencional ou termonuclear -, vamos vencer. Quanto a China, se os imperialistas deflagrarem a guerra contra nós, podemos perder mais de 300 milhões. E daí? Guerra é guerra. Os anos vão passar, e vamos trabalhar para produzir mais bebês do que nunca. | ” |

Em 1958, Khrushchov propôs a construção de uma estação rádio na China para permitir a comunicação com submarinos soviéticos, além do uso de portos da China pela Marinha Soviética. Em troca a URSS ajudaria a China a construir seus próprios submarinos. A proposta foi considerada um insulto por Mao, que declarou:
| “ | Tivemos britânicos e outros estrangeiros em nosso território por anos a fio e nunca mais vamos permitir que alguém use nossa terra para seus próprios fins outra vez. | ” |

Assim, Mao Tsé-tung começava a ver a China como a nova referência real do comunismo no mundo, que deveria abandonar uma União Soviética que traía a causa ideológica. Precisamente este crescente confronto ideológico levaria a União Soviética a cancelar o seu intuito de ajudar a China no seu projeto nuclear. Após a Segunda Crise do Estreito de Taiwan, Khrushchov, temendo um confronto armado com os Estados Unidos da América devido à questão de Taiwan:
1. suspendeu a cooperação nuclear com Pequim;
2. em junho de 1959, revogou a promessa de fornecer tecnologia necessária para a construção de uma bomba atômica pela China;
3. em 1960, ordenou a saída de todos os seus especialistas estabelecidos na China e cancelou os projetos de cooperação técnica.[9]

Em 1962, a ruptura se aprofundou quando a União Soviética, com base no princípio da coexistência pacífica, adotou uma postura de neutralidade em relação à Guerra sino-indiana. Essa posição foi duramente criticada por um editorial publicado no jornal Diário Popular em dezembro de 1962, que observou que aquela seria a primeira vez que um Estado comunista se recusava a ficar ao lado de outro Estado comunista contra um país "burguês":
| “ | Para um comunista o mínimo que se exige é que ele faça uma clara distinção entre o inimigo e nós mesmos, que ele seja impiedoso com o inimigo e bondoso com seus próprios camaradas. | ” |

Além disso, o editorial pedia para que os aliados da China:
| “ | [...] examinassem sua consciência e se perguntassem o que acontecera com o marxismo-leninismo deles e o que acontecera com seu internacionalismo proletário. | ” |

Também é digno de nota que a crise dos mísseis soviéticos em Cuba, ainda em 1962, deu oportunidade a Mao Tsé-Tung de atrair comunistas descontentes com a política de coexistência pacífica, acusada de revisionismo.
Em 1964, Mikhail Suslov, membro do Politburo e ideólogo do Partido Comunista da União Soviética, criticou abertamente a conduta chinesa durante o conflito sino-indiano: 
| “ | É um fato que precisamente no auge da crise caribenha a República Popular da China estendeu o conflito armado para a fronteira sino-indiana. Não importa quanto os líderes chineses tenham tentado desde então justificar sua conduta na época, eles não podem fugir à responsabilidade pelo fato de que mediante suas ações eles na verdade ajudaram os círculos mais reacionários do imperialismo. | ” |

Os dirigentes chineses consideravam que os interesses soviéticos não coincidiam em absoluto com os interesses chineses. A República Popular da China, num dos momentos mais difíceis da sua história, os anos de 1960, via-se ainda mais isolada internacionalmente ao não contar nem com o apoio do Ocidente nem com o do bloco soviético. Cuba abandonou logo a política de neutralidade ante o conflito sino-soviético. A Albânia, o pequeno país europeu que tinha abandonado também o modelo soviético, converter-se-ia no seu único aliado ideológico.

## Disputas territoriais e confronto armado
A estas desavenças ideológicas unir-se-iam outras de tipo nacionalista. Embora no Tratado de Amizade, Aliança e Assistência Mútua assinado em 14 de Fevereiro de 1950, a República Popular tinha aceite reconhecer a independência da Mongólia Exterior, antigo território chinês, os dirigentes chineses tentariam reabrir a questão depois da morte de Stalin. Também se colocaram outras reivindicações territoriais chinesas ao longo da fronteira entre os dois países. Khrushchov recusou logo as pretensões chinesas de rever a fronteira sino-soviética. Estas disputas territoriais alcançariam o seu momento de tensão máxima no incidente da Ilha Zhenbao ("Damanski" em russo) no rio Ussuri, onde houve uma batalha entre tropas chinesas e soviéticas pelo controlo do ilhéu. Este confronto armado iria ser o ponto mais baixo nas relações entre os dois países, e chegou-se a temer a possibilidade de uma grande guerra entre as duas potências comunistas.

## Melhoria das relações no final do período soviético

Mao Tsé-Tung aperta a mão do presidente americano Richard Nixon, durante sua visita a China em 1972.

Durante a década de 1970, a República Popular da China iniciou uma política de aproximação aos Estados Unidos da América e às potências ocidentais. Isto permitiu-lhe arrebatar à República da China, o regime de Taiwan, o lugar da China nas Nações Unidas e conseguir por fim o reconhecimento diplomático da maioria dos países ocidentais que continuavam a reconhecer no regime de Chiang Kai-shek em Taiwan o governo legítimo da China.
Face a esta abertura de relações com os países ocidentais, as relações entre China e União Soviética mantiveram-se distantes até finais da década de 1980, quando o líder soviético Mikhail Gorbachov iniciou um processo de abertura que o levaria a visitar a China em 1989. Esta aproximação produziu-se num momento de grandes problemas para os dois países. A visita de Gorbachov a Pequim coincidiu com os enormes protestos que ocorreram em toda a China, em particular os protestos da Praça de Tian'anmen. À crise que passava o regime chinês, uniu-se a crise do sistema soviético, finalmente muito mais grave, que provocaria a dissolução da União Soviética no final de 1991, dividida em quinze novas repúblicas independentes. Desde aí, o principal estado sucessor da União Soviética, a Federação Russa, mantém relações muito mais cordiais com a República Popular da China, ao desaparecer a antiga rivalidade ideológica.